# Yankton (South Dakota)
Yankton ist eine Stadt im US-Bundesstaat South Dakota und Verwaltungssitz (County Seat) des Yankton County. Das U.S. Census Bureau hat bei der Volkszählung 2020 eine Einwohnerzahl von 15.411 ermittelt.

## Geographie
Die Stadt hatte nach der Volkszählung 2010 eine Einwohnerzahl von 14.454 auf 20,7 km². Die Stadt liegt am Missouri River, der dort die Grenze zum Bundesstaat Nebraska bildet. Die Einwohnerzahl der Stadt steigt, wenn auch deutlich unter dem Durchschnitt von South Dakota. Für 2013 wird die Einwohnerzahl auf 14.591 geschätzt, einem Anstieg von 0,9 Prozent gegenüber der Volkszählung von 2010. In ganz South Dakota waren es hingegen solide 3,8 Prozent.
Die Stadt ist auch unter den Spitznamen  River City und Key City bekannt. Kurz vor der Stadt liegt der Staudamm Gavins Point Dam. Der Stausee heißt Lewis and Clark Lake, nach der berühmten Lewis-und-Clark-Expedition.
Fünf Kilometer nördlich der Stadt liegt der Chan Gurney Municipal Airport, ein Regionalflughafen, benannt nach John Chandler Gurney.

## Geschichte
Das Gebiet der heutigen Stadt Yankton kam 1803 durch den Louisiana Purchase zu den Vereinigten Staaten und wurde im Folgejahr durch die Lewis-und-Clark-Expedition erforscht. Durch den Yankton Treaty wurde Dakota 1859 zur Besiedlung freigegeben und 1861 zum Dakota-Territorium, dessen Hauptort Yankton bis 1883 war.
1943 wurde in Yankton von dem Radiosender WNAX der damals größte Funkturm der Welt gebaut. Er wurde unter anderem dazu genutzt, die herumreisende Radioshow Missouri Valley Barn Dance konstant senden zu können.

## Sport
2015 fanden in Yankton, im Easton Yankton Archery Complex, die Jugend-Weltmeisterschaften im Freien der World Archery Federation statt, 2018 folgten dann die Weltmeisterschaften in der Halle. In den Jahren 2021 und 2022 fanden in Yankton die Weltmeisterschaft im Feldbogen statt.

## Söhne und Töchter der Stadt
- Herbert Spencer Barber (1882–1950), Entomologe
- John Chandler Gurney (1896–1985), US-Senator
- Robert H. Warren (1917–2010), Generalleutnant der United States Air Force
- Charles D. Gemar (* 1955), Astronaut
- Bob Nelson (* 1956), Drehbuchautor und Regisseur
- Crissy Ahmann-Leighton (* 1970), Schwimmerin
- Adam Vinatieri (* 1972), American-Football-Spieler

## Weitere bekannte Personen
- Wolfgang Liepe (1888–1962), ein aus Deutschland emigrierter Germanist, lehrte von 1939 bis 1947 am 1984 geschlossenen Yankton College